# Ampex (Band)
Ampex ist eine deutsche Musikgruppe aus Bad Berleburg-Diedenshausen.
Die Gruppe wird dem Pop-Punk zugerechnet, wobei auch Einflüsse von Metal und Alternative vorhanden sind.

## Geschichte
Gegründet wurde AMPEX 2019 auf Initiative von Siegfried „Siggi“ Zellner (Bass, Texter, Komponist) und Felix Kuhn (Gitarre), die mit Moritz Homrighausen (Gesang, Gitarre) und Dominik Strackbein (Schlagzeug) schnell die passenden Partner fanden.
Nach einem knappen Jahr intensiver Arbeit hatte die Gruppe bereits die Veröffentlichung ihres ersten Albums im Eigenverlag angekündigt, ehe das etablierte Independent-Label Soulfood auf die vier jungen Wittgensteiner aufmerksam wurde und diese unter Vertrag nahm.
Im Tonstudio von Jörg „Warthy“ Wartmann wurden die Titel neu eingespielt. Die folgende Video-Produktion verzögerte sich auf Grund der Corona-Krise, so dass die Veröffentlichung der Debüt-Single Virus deiner Zeit schließlich Mitte Juni 2020 erfolgte.
Das Debüt-Album Einzelkämpfer ist am 16. Oktober 2020 erschienen und erreichte auf Anhieb Platz 29 in den offiziellen Album Midweek Charts
2021 entstand das Folgealbum Alles was du brauchst (erschienen am 26. November 2021, Vinyl Edition am 29. April 2022).

## Diskografie
Alben
- Einzelkämpfer (16. Oktober 2020; Soulfood)
- Alles was du brauchst (26. November 2021; Soulfood)
- Eterno (12. April 2024; Soulfood)

Singles
- Virus deiner Zeit (2020; Soulfood)
- Einzelkämpfer (2020; Soulfood)
- Ich hab gelebt (2020; Soulfood)
- Alles was du brauchst (2021; Soulfood)
- Verloren in der Ewigkeit (2021; Soulfood)
- 1000 Gräber (2021; Soulfood)
- Herz in Ketten (2021; Soulfood)
- Welt voller Müll (2024; Soulfood)
- Nichts ist verloren (2024; Soulfood)
- Keine Zeit für Freiheit  (2024; Soulfood)